# Comuna Kamin, Kroleveț
Kamin (în ucraineană Камінь) este o comună în raionul Kroleveț, regiunea Sumî, Ucraina, formată din satele Kamin (reședința), Petrivka și Zaruddea.

## Demografie
Componența lingvistică a comunei Kamin
     Ucraineană (93,57%)
     Rusă (5,52%)
     Alte limbi (0,1%)
Conform recensământului din 2001, majoritatea populației comunei Kamin era vorbitoare de ucraineană (93,57%), existând în minoritate și vorbitori de rusă (5,52%).